# 阿尔马德罗内斯
阿尔马德罗内斯，是西班牙卡斯蒂利亚-拉曼恰瓜达拉哈拉省的一个市镇。总面积21平方公里，总人口86人（2001年），人口密度4人/平方公里。